# Collège rythme
Pour plus de détails, voir Fiche technique et Distribution.
Collège rythme (Old Man Rhythm) est un film américain en noir et blanc réalisé par Edward Ludwig, sorti en 1935.

## Synopsis
Pour mettre un terme à la relation de son fils avec une fille, qui n'est intéressée que par son argent, un homme d’affaires décide de s’inscrire à l'université.

## Fiche technique
- Titre : Collège rythme
- Titre original : Old Man Rhythm
- Réalisation : Edward Ludwig
- Scénario : Lewis E. Gensler, Sig Herzig, Don Hartman, Ernest Pagano  et H.W. Hanemann
- Producteur : Zion Myers
- Société de production : RKO Pictures
- Photographie : Nicholas Musuraca
- Musique : Roy Webb
- Montage : George Crone
- Pays de production :  États-Unis
- Format : noir et blanc - 1,37:1 - Mono
- Genre : Film musical et comédie
- Durée : 75 minutes
- Date de sortie :
  - États-Unis : 2 août 1935

## Distribution
- Charles 'Buddy' Rogers : Johnny Roberts
- George Barbier : John Roberts Sr
- Barbara Kent : Edith Warren
- Grace Bradley : Marion Beecher
- Betty Grable : Sylvia
- Eric Blore : 'Phil' Phillips
- Erik Rhodes : Frank Rochet
- John Arledge : Pinky Parker
- Donald Meek : Paul Parker
- Bess Flowers : Mlle Martin
- Douglas Fowley : Oyster
- Lucille Ball : étudiante
- Lynne Carver : étudiante